# Struthibosca
Struthibosca là một chi ruồi hút máu thuộc họ ruồi rận Hippoboscidae. Chỉ có 1 loài là Struthibosca struthionis (Janson, 1889).. Sống ký sinh trên Ostrich..

## Phân bố
Tìm thấy ở Châu Phi, Uganda, Tanzania, Kenya.

## Vật chủ
Chỉ tìm thấy trên Ostrich (Struthio camelus).

## Phân loại
- Struthibosca struthionis (Janson, 1889)